# Fernando Virgilio Roig
Fernando Virgilio Roig, nascido em Mendonza, Argentina em 8 de março de 1968. É um astrônomo com uma sólida formação acadêmica, filho de Virgilio Germán Roig e Josefina Carbone. Concluiu sua Graduação em Astronomia na Universidad Nacional de Córdoba (Argentina) em 1994 tendo como trabalho de conclusão de curso o trabalho intitulado Estudio del comportamiento de asteroides en conmensurabilidad 5:3 con Júpiter sob orientação de Silvia Fernández. Em seguida, obteve seu mestrado em Astronomia na Universidade de São Paulo (Brasil) em 1997 defendendo a dissertação Mapeamentos Simpléticos em Dinâmica Asteroidal e, posteriormente, concluiu seu doutorado em Astronomia na mesma instituição em 2001 com a tese Origem e Evolução Dinâmica de Algumas Populações de Pequenos Corpos Ressonantes no Sistema Solar. Tanto o mestrado, quanto o doutorado foram orientados por Sylvio Ferraz Mello.
Fernando Virgilio Roig é amplamente reconhecido por suas contribuições à astronomia e foi agraciado com diversos prêmios. Em 2023, ele recebeu o Prêmio CBDO da Revista "Celestial Mechanics and Dynamical Astronomy". Em 2014, foi honrado com o Prêmio Sylvio Ferraz Mello pela Sociedade Astronômica Brasileira, e em 2002, recebeu o Prêmio Wagner Sessin do Colóquio Brasileiro de Dinâmica Orbital. Além disso, em 2005, a União Astronômica Internacional prestou-lhe uma homenagem, atribuindo o nome 17860 Roig a um asteroide.
Atualmente, Fernando Virgilio Roig ocupa o cargo de Pesquisador Titular no Observatório Nacional/MCTI. Ele é um especialista nas áreas de Astronomia Dinâmica e Planetária, bem como na Astrofísica do Sistema Solar. Seu trabalho concentra-se em tópicos como dinâmica planetária, origem do Sistema Solar, estudos sobre o caos e as propriedades físicas de pequenos corpos no espaço. Além disso, ele é membro ativo de várias organizações científicas respeitadas, incluindo a Sociedade Astronômica Brasileira, a União Astronômica Internacional, a Sociedade Brasileira de Física e a Divisão de Ciências Planetárias da Sociedade Astronômica Americana.

## Lista de Publicação
- A ring system detected around the Centaur (10199) Chariklo [13]
- J-PLUS: The javalambre photometric local universe survey [14]
- Reanalysis of asteroid families structure through visible spectroscopy [15]
- The Southern Photometric Local Universe Survey (S-PLUS): improved SEDs, morphologies, and redshifts with 12 optical filters [16]
- A Semianalytical Model for the Motion of the Trojan Asteroids: Proper Elements and Families [17]
- A Comparison between Methods to Compute Lyapunov Exponents [18]
- Fugitives from the Vesta family [19]
- On the V-type asteroids outside the Vesta family. I. Interplay of nonlinear secular resonances and the Yarkovsky effect: The cases of 956 Elisa and 809 Lundia [20]
- On the V-type asteroids outside the Vesta family [21]
- Taxonomy of asteroid families among the Jupiter Trojans: comparison between spectroscopic data and the Sloan Digital Sky Survey colors [22]
- Mean Motion Resonances in the Transneptunian Region: Part II: The 1: 2, 3: 4, and Weaker Resonances[23]
- Selecting candidate V-type asteroids from the analysis of the Sloan Digital Sky Survey colors[24]
- V-type asteroids in the middle main belt[25]
- Mean Motion Resonances in the Trans-neptunian Region: I. The 2: 3 Resonance with Neptune[26]
- The miniJPAS survey: A preview of the Universe in 56 colors[27]
- The evolution of asteroids in the jumping-Jupiter migration model[28]
- Modeling the historical flux of planetary impactors[29]
- Chemical abundances and kinematics of barium stars[30]
- A multi-domain approach to asteroid families identification[31]
- Two new V-type asteroids in the outer Main Belt?[32]
- Chemical abundances and kinematics of a sample of metal-rich barium stars [33]